# Nadleśnictwo Dobieszyn

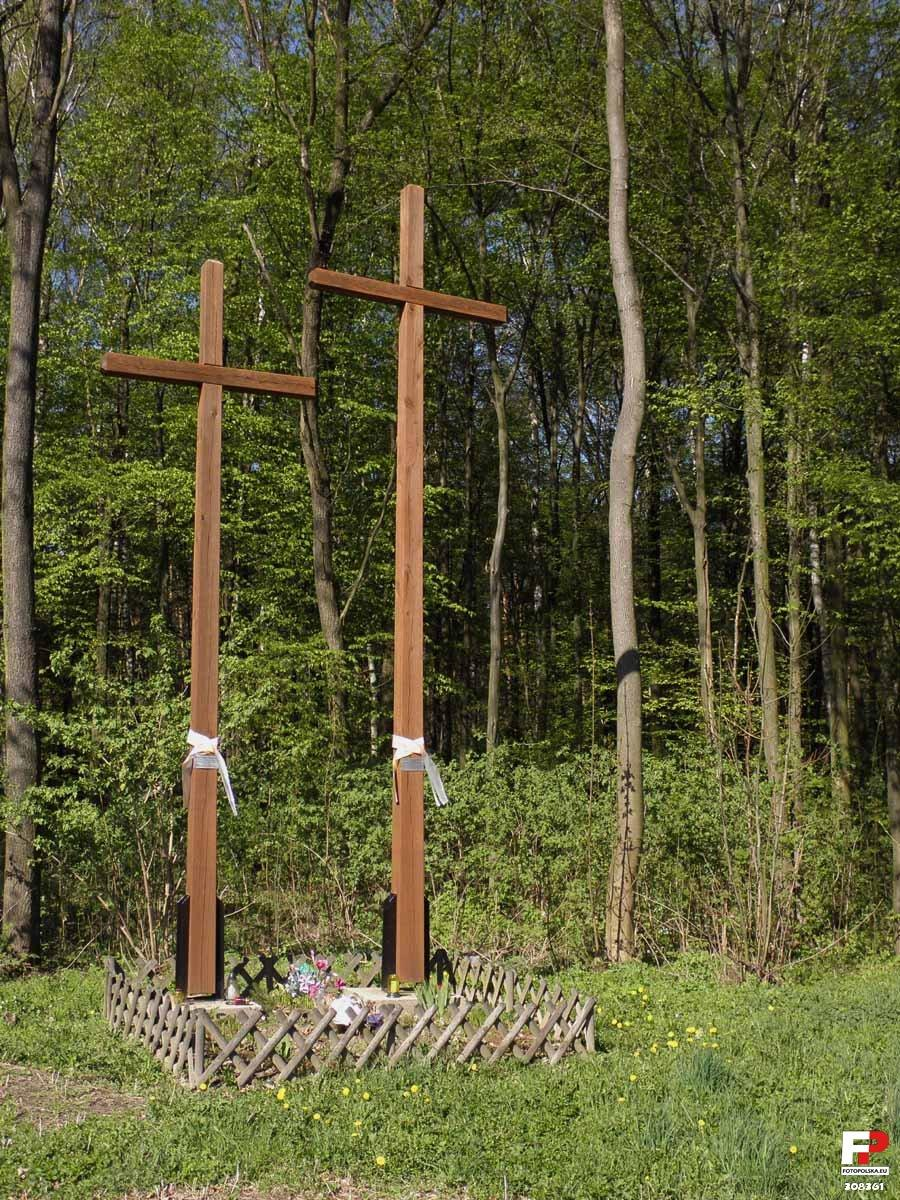
Mogiła powstańców styczniowych.
Krzyże odbudowano staraniem wiernych parafii w Białobrzegach i Nadleśnictwa Dobieszyn (2008)

Nadleśnictwo Dobieszyn – nadleśnictwo należące do Regionalnej Dyrekcji Lasów Państwowych w Radomiu z siedzibą w Dobieszynie.

## Obszar
Powierzchnia gruntów w zarządzie jednostki wynosi 15251,26 ha – w tym 14697,03 ha lasów; lesistość wynosi ok. 23,4%. Siedliska borowe = 7467, 64 ha (52%), siedliska lasowe = 6859,74 ha (48%).
Obszar nadleśnictwa znajduje się w południowo-wschodniej części województwa mazowieckiego, na terenie powiatów grójeckiego, kozienickiego, białobrzeskiego i radomskiego i leży w 12 gminach: Białobrzegi, Głowaczów, Grabów nad Pilicą, Jastrzębia, Jedlińsk, Magnuszew, Promna, Radzanów, Stara Błotnica, Stromiec, Warka, Wyśmierzyce.
Rzekami granicznymi są Wisła oraz Pilica i Radomka.

## Podział
Nadleśnictwo dzieli się na 3 obręby, w których wydzielono łącznie 10 leśnictw: 
- obręb Białobrzegi
  - Leśnictwo Turno
  - Leśnictwo Sucha
- obręb Dobieszyn
  - Leśnictwo Winiary
  - Leśnictwo Kępa Niemojewska
  - Leśnictwo Ksawerów
  - Leśnictwo Zawady
  - Leśnictwo Grabowy Las
- obręb Studzianki
  - Leśnictwo Trzebień
  - Leśnictwo Studzianki
  - Leśnictwo Strzyżyna

Ponadto nadleśnictwo prowadzi Gospodarstwo Szkółkarskie Ksawerów.

## Historia
W 1805 roku utworzono „Straż Stromiec" – protoplastę obecnego Nadleśnictwa Dobieszyn.
W 1849 roku zmieniono nazwę Straży Stromiec na Grabowy Las.
Po odzyskaniu przez Polskę niepodległości z obszarów leśnych Straży Grabowy Las oraz leżących w pobliżu Radomia uroczysk utworzono Nadleśnictwo Radom z siedzibą w Radomiu.
W 1920 roku siedzibę urzędu Nadleśnictwa przeniesiono do Grabowego Lasu. W 1933 roku nazwę Nadleśnictwa Radom zmieniono na Stachów, a siedzibę urzędu Nadleśnictwa przeniesiono do Stachowa. W 1945 roku nazwa Nadleśnictwa Stachów została zmieniona na Dobieszyn, tam też przeniesiono siedzibę.